# Oxytropis kuramensis
Oxytropis kuramensis är en ärtväxtart som beskrevs av Abdusal. Oxytropis kuramensis ingår i släktet klovedlar, och familjen ärtväxter. Inga underarter finns listade i Catalogue of Life.